# Lavinia Haitope
Lavinia Haitope (sinh ngày 3 tháng 3 năm 1990) là một vận động viên chạy đường dài người Namibia. Cô đã tham gia cuộc thi marathon nữ tại Giải vô địch thế giới năm 2017 về điền kinh.